# Myrmicocrypta microphthalma
Myrmicocrypta microphthalma is een mierensoort uit de onderfamilie van de Myrmicinae. De wetenschappelijke naam van de soort is voor het eerst geldig gepubliceerd in 1948 door Borgmeier.